# Список российских кавалерственных дам ордена Терезы

## Список дам
| №  | Дата награждения | Портрет | Имя                                                 | Годы жизни | Примечание                                                                           |
| -- | ---------------- | ------- | --------------------------------------------------- | ---------- | ------------------------------------------------------------------------------------ |
| 1  | 1829             |         | Александра Фёдоровна                                | 1798—1860  | Супруга императора Николая I                                                         |
| 2  | 1839             |         | Демидова, Аврора Карловна                           | 1808—1902  | Статс-дама русского императорского двора.                                            |
| 3  | 1839             |         | Орлова, Ольга Александровна, княгиня                | 1807—1880  | Супруга князя (с 1856) А. Ф. Орлова                                                  |
| 4  | 1840             |         | Демидова, Матильда, княгиня Сан-Донато              | 1820—1904  | Французская принцесса, супруга А. Н. Демидова                                        |
| 5  | 1841             |         | Захаржевская, Елена Павловна                        | 1804—1889  | Супруга Г. А. Захаржевского                                                          |
| 6  | 1848             |         | Зеебах, Мария Карловна, баронесса                   | 1820—1881  | Супруга барона Лео Зеебаха, дочь графа К. В. Нессельроде                             |
| 7  | 1848             |         | Лазарева, Антуанетта Петровна                       | 1813—1882  | Супруга Л. Е. Лазарева                                                               |
| 8  | 1848             |         | Северина, Софья Фёдоровна                           | 1797—1882  | Супруга дипломата Д. П. Северина                                                     |
| 9  | 1849             |         | Бруннов, Шарлотта Адамовна, баронесса               | 1801—1874  | Супруга дипломата барона Ф. И. Бруннова                                              |
| 10 | 1851             |         | Бирон, Елена Васильевна, княгиня                    | 1820—1905  | Супруга князя Каликста Бирона                                                        |
| 11 | 1855             |         | Лазарева, Дарья Лазаревна                           | 1835—1886  | Дочь Л. Е. Лазарева, с 1858 года замужем за маркизом Карлом д'Абезак де Мейрак       |
| 12 | 1856             |         | Мария Александровна                                 | 1824—1880  | Супруга императора Александра II                                                     |
| 13 | 1856             |         | Аппоньи, Анна Александровна, графиня                | 1818—1900  | Дочь графа А. Х. Бенкендорфа. Супруга графа Рудольфа Аппоньи                         |
| 14 | 1856             |         | Юсупова, Зинаида Ивановна, княгиня                  | 1809—1893  | Супруга князя Б. Н. Юсупова                                                          |
| 15 | 1856             |         | Юсупова, Татьяна Александровна, княгиня             | 1829—1879  | Супруга князя Н. Б. Юсупова                                                          |
| 16 | 1858             |         | Бартенева, Вера Арсеньевна                          | 1821—1894  | Гофмейстерина двора                                                                  |
| 17 | 1858             |         | Баттенберг, Юлия, княгиня                           | 1825—1895  | Супруга принца Александра Гессен-Дармштадтского                                      |
| 18 | 1858             |         | Салтыкова, Екатерина Васильевна, светлейшая княгиня | 1791—1863  | Гофмейстерина российского императорского двора                                       |
| 19 | 1858             |         | Толстая, Елизавета Васильевна, графиня              | 1826—1870  | Супруга графа И. М. Толстого                                                         |
| 20 | 1868             |         | Озерова, Розалия Васильевна                         | 1808—1871  | Супруга дипломата И. П. Озерова                                                      |
| 21 | 1868             |         | Протасова, Наталья Дмитриевна, графиня              | 1804—1880  | Супруга графа Н. А. Протасова                                                        |
| 22 | 1868             |         | Радовиц, Надежда Ивановна                           | 1840—1912  | Дочь дипломата И. П. Озерова, супруга (с 1868) германского посла Йозефа фон Радовица |
| 22 | 1869             |         | Шаховская, Евгения Фёдоровна, княгиня               | 1846—1924  | Супруга князя М. Ф. Шаховского                                                       |
| 24 | 1871             |         | Петерсон, Мария Ивановна                            | 1836—1906  | Дочь дипломата И. П. Озерова Супруга К. А. Петерсона                                 |
| 25 | 1871             |         | Урусова, Леонилла Лазаревна, княгиня                | 1842—1932  | Дочь Л. Е. Лазарева, супруга князя Александра Михайловича Урусова                    |
| 26 | 1880             |         | Юсупова, Зинаида Николаевна, княгиня                | 1861—1939  | Супруга князя Ф. Ф. Сумарокова-Эльстона                                              |
| 27 | 1881             |         | Мария Фёдоровна                                     | 1847—1928  | Супруга императора Александра III                                                    |
| 28 | 1896             |         | Александра Фёдоровна                                | 1872—1918  | Супруга императора Николая II                                                        |